# Marizeira
Marizeira (Calliandra spinosa) é uma árvore leguminosa característica da caatinga nos estados do Ceará e de Pernambuco. Possui caule com casca esbranquiçada e flores brancas quando jovens e rosas quando velhas, dando a esta planta importante característica ornamental.